# كونستانتين ساكايف
كونستانتين ساكاييف (13 أبريل 1974-) هو أستاذ كبير في الشطرنج الروسي (1993)، ومؤلف شطرنج وبطل روسيا في عام 1999. ولد ساكاييف في لينينغراد، وهو عضو في هيئة التدريس بمدرسة الشطرنج الكبرى في سانت بطرسبرغ وساعد فلاديمير كرامنيك ونانا إيوسيلياني في التحضير لمباريات مرشحي بطولة العالم.

## نتائج بارزة
حصل كونستانتين روفوفيتش ساكاييف على عدة بطولات منها:
- بطل العالم تحت 16 سنة 1990.
- بطل الاتحاد السوفييتي للشباب عام 1990.[4]
- بطل لينينغراد 1990.
- بطل العالم تحت 18 سنة 1992.
- بطل روسيا 1999.
- بطل أوليمبي مع المنتخب الروسي في عامي 1998 و2000.
- المركز السادس عشر في كأس العالم للاتحاد الدولي للشطرنج 2005.[5]

## روابط خارجية
- Konstantin Sakaev على موقع الاتحاد الدولي للشطرنج (الإنجليزية)
- Konstantin Sakaev على موقع مباريات الشطرنج (الإنجليزية)
- Konstantin Sakaev على موقع 365Chess.com (الإنجليزية)
- Konstantin Sakaev على موقع Chesstempo.com (الإنجليزية)
- Konstantin Sakaev سجل أولمبياد الشطرنج على موقع OlimpBase.org (الإنجليزية)